# Huon de Bordeaux

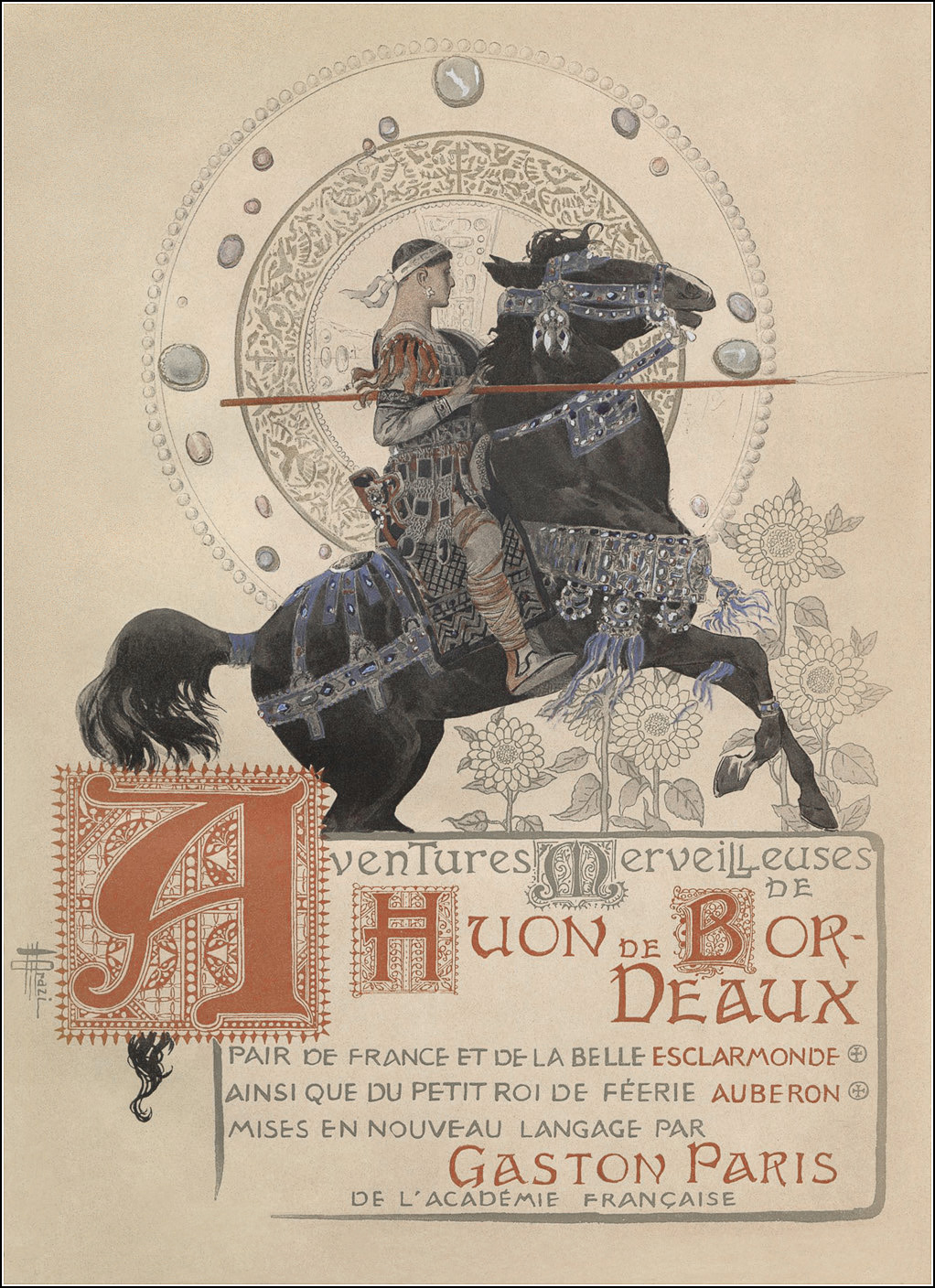
Een illustratie van Huon de Bordeaux door Manuel Orazi (1904)

Huon de Bordeaux (in de Nederlanden bekend als Huyge van Bourdeus) is een legendarische ridder uit het Karolingische tijdperk en de titel van een gelijknamige chanson de geste (ridderlied), geschreven tussen 1216 en 1268.
Rond 1540 werd deze chanson door John Bourchier, Lord Berners, naar het Engels vertaald, waarna Shakespeare op basis hiervan rond 1595 zijn toneelstuk A Midsummer Night's Dream schreef. Huon de Bordeaux was tevens de basis voor het episch gedicht Oberon van Christoph Martin Wieland.

## Het verhaal
De opbouw van het verhaal is gebaseerd op Gaston Paris' Aventures merveilleuses de Huon de Bordeaux, pair de France, et de la belle Esclarmonde, ainsi que du petit roi de féerie Auberon uit 1898.

### Proloog
In de proloog wordt Oberon gepresenteerd als zijnde slechts drie voet lang, doch met een ongekend knappe verschijning. Hij is heer van de stad Montmure (Momur) en koning van Feeënland. Hij is de zoon van Julius Caesar en de Vrouwe van het Geheime Eiland. Anectanabus, de koning van Egypte, is zijn halfbroer.

### Deel 1

#### Het vonnis
Huon is in 796 de vierentwintig-jarige zoon van graaf Seguin van Bordeaux en zijn echtgenote Aclis. Hij is de oudere broer van Gerard. De twee broers worden opgeroepen om in Parijs voor Karel de Grote te verschijnen. Maar graaf Amaury, familie van de verrader Ganelon, zet Charlot (Karel de Jongere), de zoon van Karel de Grote, tegen de twee broers op. Ze overvallen hen tijdens hun reis naar Parijs. Charlot verwondt Gerard, maar wordt zelf door Huon gedood. Huon weet niet dat hij Karels zoon om het leven heeft gebracht.
In Parijs leggen zowel Huon als Amaury uit wat er is gebeurd. De keizer is woedend op Huon, omdat zijn zoon Charlot dood is. Een tweekamp tussen Huon en Amaury moet uitwijzen wie de waarheid spreekt. Huon wint, maar Karel is niet tevreden en verbant Huon met drie schier onuitvoerbare opdrachten: Huon moet de hoofd van Gaudys, emir van Babylon, afhakken en als bewijs vier tanden en zijn baard naar de keizer brengen, drie maal de emirs dochter Claramond kussen en de emirs sterkste ridder doden. Vermits hij slaagt in zijn missie, mag Huon niet naar Bordeaux terugkeren en is het hem al helemaal verboden de keizer zelf onder ogen te komen.

### Deel 2

#### Op weg
Huon gaat op pad met tien ridders, terwijl zijn broer Gerard achterblijft. Via de paus in Rome ontmoet Huon in Brindisi Garin de St. Omers, de broer van Aclis, Huons moeder. Met zijn oom nemen ze het schip naar Jaffa en reizen ze door naar Ramah, Jeruzalem en de Rode Zee. In de woestijn ontmoeten ze de oude Gerames, die al dertig jaar in het land van de Saracenen verblijft en de taal en de weg kent. Hij zal hen bijstaan op hun reis naar Babylon. Maar dan moeten ze door het land van Oberon.

#### Oberon
Wanneer ze Oberon ontmoeten wordt Huon aanvankelijk verboden met hem te spreken, maar later blijkt Oberon een helper in nood te zijn. Oberon geeft hem een beker en een ivoren hoorn. In de beker verschijnt wijn in overvloed mits de beker in handen is van een zuiver mens. De ivoren hoorn is door vier feeën in Cephalonia gemaakt: Gloriande, Transeleyne, Margale en Lempatrix. Met de hoorn kan Huon mensen laten zingen en dansen en bovendien Oberon oproepen, die dan met een groot leger direct ter plaatse kan verschijnen.

#### Tormont
Het gezelschap trekt verder naar de stad Tormont van de tiran Macaire, de broer van Huons vader. Macaire had een moordaanslag op Karel de Grote beraamd, geloofde nu in 'Mahound' en is moslim geworden. Hij wordt door Huon gedood.

#### Het kasteel van de reus
In de toren Dunother verblijven de reus Angolafer en de maagd Sebylle,  dochter van Guinemer, graaf van St. Omers en familie van Seguin. Huon verslaat de reus Angolafer, vindt er Oberons stralende harnas en neemt deze samen met de ring van de reus mee. Hij huwt Sebylle later uit aan een bekeerde emir.

#### Babylon
Het gezelschap gaat verder naar Babylon. Ze passeren de vier poorten met de ring van de reus, maar Huon belandt in de gevangenis nadat hij Claramond driemaal heeft gekust, haar verloofde heeft onthoofd en Gaudys' neef om het leven heeft gebracht.

#### Claramond
Claramond houdt hem daar in leven door hem voedsel te brengen.

#### De bevrijding
Agrapart heeft intussen gehoord dat zijn broer Angolafer is gedood en komt verhaal halen bij emir Gaudys. Alleen Huon kan het tegen hem opnemen en daarom vertelt Claramond aan haar vader dat hij nog leeft. Ze strijden en Agrapart geeft zich ten slotte gewonnen. Als Oberon wordt opgeroepen en hij met zijn leger verschijnt, wordt de emir zelf verslagen en slaat Huon hem het hoofd af. Hij trekt hem vier grote tanden uit en neemt zijn witte baard mee. Claramond wil intussen Christen worden en met Huon mee naar zijn land.

#### De storing ... Het noodlot
Ze gaan met een schip huiswaarts. Een storm doet hen op een eiland belanden. Piraten verschijnen die Claramond meenemen en Huon achterlaten. De piraten willen Claramond aan haar oom koning Ivorijn van Montbraunt, de broer van Gaudys, overleveren. Maar ze komen aan bij de havenstad Anfalerne van emir Galaffer, een onderdaan van Ivorijn. Galaffer brengt hen om het leven, maar één piraat weet te ontsnappen naar koning Ivorijn. Hierdoor wordt duidelijk dat Galaffer Claramond niet aan zijn koning wil afstaan en het wordt oorlog tussen hen.

#### De reünie
Huon wordt door Malabron, een dienaar van Oberon, van het eiland gered en naar het vasteland gebracht. Daar wordt hij de dienaar van de minstreel Mouflet. Ze gaan naar het hof van Ivorijn. Huon valt op, maar maakt het zichzelf moeilijk door zijn gepoch. Ivorin sluit een weddenschap met hem: als Huon zijn getalenteerde dochter weet te verslaan in het schaakspel, mag hij een nacht met haar doorbrengen. Verliest hij echter, kost het hem zijn hoofd. Het is Huons geluk dat de dochter tijdens het spel op hem verliefd wordt en hem uit een hopeloze positie laat ontsnappen. Huon wint dus de weddenschap en mag de nacht spenderen met het meisje. Zijn hart hoort echter Claramond toe en hij laat de opgeluchte koning de weddenschap afkopen.
Huon gaat als ridder van Ivorin mee ten strijde tegen Galaffer. Intussen is de oude Gerames met de andere ridders in Anfalerne aangekomen en strijden ze aan de kant van Galaffer. Wanneer Huon en Gerames tegenover elkaar komen te staan en elkander herkennen, trekken ze zich terug in het kasteel van Anfalerne en sluiten ze de strijdende partijen buiten.

### Deel 3

#### De terugreis
Dan komt er een schip met kooplui en de honderdjarige provoost Guyer, die de broer blijkt van Gerames. Ze gaan snel het schip in en zeilen naar Brindisi. Daar vertellen ze dat Garin de St. Omers tijdens de omzwervingen is omgekomen en in Rome zegent de paus het huwelijk van Huon en Claramond.

#### Het verraad
Vervolgens trekken ze het land der Franken binnen. Ze overnachten bij het klooster van Sint Maurice (Mauritius) en de abt brengt Gerard van zijn broers terugkeer op de hoogte. Gerard is inmiddels gehuwd met de dochter van Guibert (Gybouras), de valse hertog van Sicilië en is op het slechte pad gekomen. Gerard en Gybouras maken een plan om Huon in de val te lokken. Gerard vergezelt Huon naar Bordeaux, maar onderweg valt Gybouras met veertig ridders aan. Huons gezellen worden gedood en in de rivier Gironde geworpen. Claramond, Huon en Gerames worden gebonden en geblinddoekt naar de gevangenis van Bordeaux gebracht. Gerard en Gybouras gaan naar het klooster, doden de abt, stelen Huons in bewaring gestelde schatten en trekken naar het hof in Parijs.

#### De vonnis
In Parijs delen ze de schatten uit aan de hoge heren en nodigen Karel de Grote uit om te oordelen over Huon. Karel is nog steeds niet vergeten dat Huon zijn zoon Charlot heeft gedood. Ze reizen naar Bordeaux en ondanks de wens van Naymes, hertog van Beieren, om Huon in ere te herstellen, besluit keizer Karel tot Huons dood.

#### Oberon in Bordeaux
Dan verschijnt Oberon, die Gerard schuld laat bekennen en de wonderbeker rond laat gaan. In de handen van keizer Karel verdwijnt de wijn direct. Oberon haalt de vier tanden en de baard van emir Gaudys tevoorschijn. Nu wordt besloten dat Gybourgas, Gerard en de nieuwe abt en kapelaan, die valse getuigenissen aflegden, worden opgehangen en Huon zijn bezittingen en stad Bordeaux terugkrijgt. Oberon vraagt Huon over vier jaar het land aan Gerames over te dragen, naar Oberon te komen om hem op te volgen als koning van Feeënland.